# Список станцій Казанського метрополітену
Це список станцій Казанського метрополітену — системи ліній метрополітену в Казані (Республіка Татарстан). Перша і єдина лінія була відкрита 27 серпня 2005 року і в цей час складається з 11 станцій.

## Лінія і станції
| Центральна лінія                            |                     |                                    |                |
| Назва станції                               | Дата відкриття      | Тип станції                        | Вигляд станції |
| «Авіабудівельна» (тат. Авиатөзелеш)         | 9 травня 2013 року  | Односклепінна, мілкого закладення  |                |
| «Північний вокзал» (тат. Төньяк вокзал)     | 9 травня 2013 року  | Колонна, мілкого закладенняя       |                |
| «Яшьлек» (тат. Яшьлек)                      | 9 травня 2013 року  | Односклепінна, мілкого закладення  |                |
| «Козина слобода» (тат. Кәҗә бистәсе)        | 30 грудня 2010 року | Колонна, мілкого закладенняя       |                |
| «Кремлівська» (тат. Кремль)                 | 27 серпня 2005 року | Односклепінна, мілкого закладення  |                |
| «Площа Тукая» (тат. Габдулла Тукай Мәйданы) | 27 серпня 2005 року | Колонна, мілкого закладення        |                |
| «Суконна слобода» (тат. Сукно бистәсе)      | 27 серпня 2005 року | Колонна, мілкого закладення        |                |
| «Аметьєво» (тат. Әмәт)                      | 27 серпня 2005 року | наземна, розташована на метромосту |                |
| «Гірки» (тат. Горки)                        | 27 серпня 2005 року | Односклепінна, мілкого закладення  |                |
| «Проспект Перемоги» (тат. Җиңү проспекты)   | 29 грудня 2008 року | Колонна, мілкого закладення        |                |
| «Дібровна» (тат. Имәнлек)                   | 30 серпня 2018 року | Односклепінна, мілкого закладення  |                |

## Споруджувані та заплановані станції
Після відкриття станції «Дібровна» планується почати будівництво початкової ділянки другої лінії з 4 станцій. Через проблеми з фінансуванням конкретної дати відкриття немає.